# St.-Michael-Kirche (Krummin)

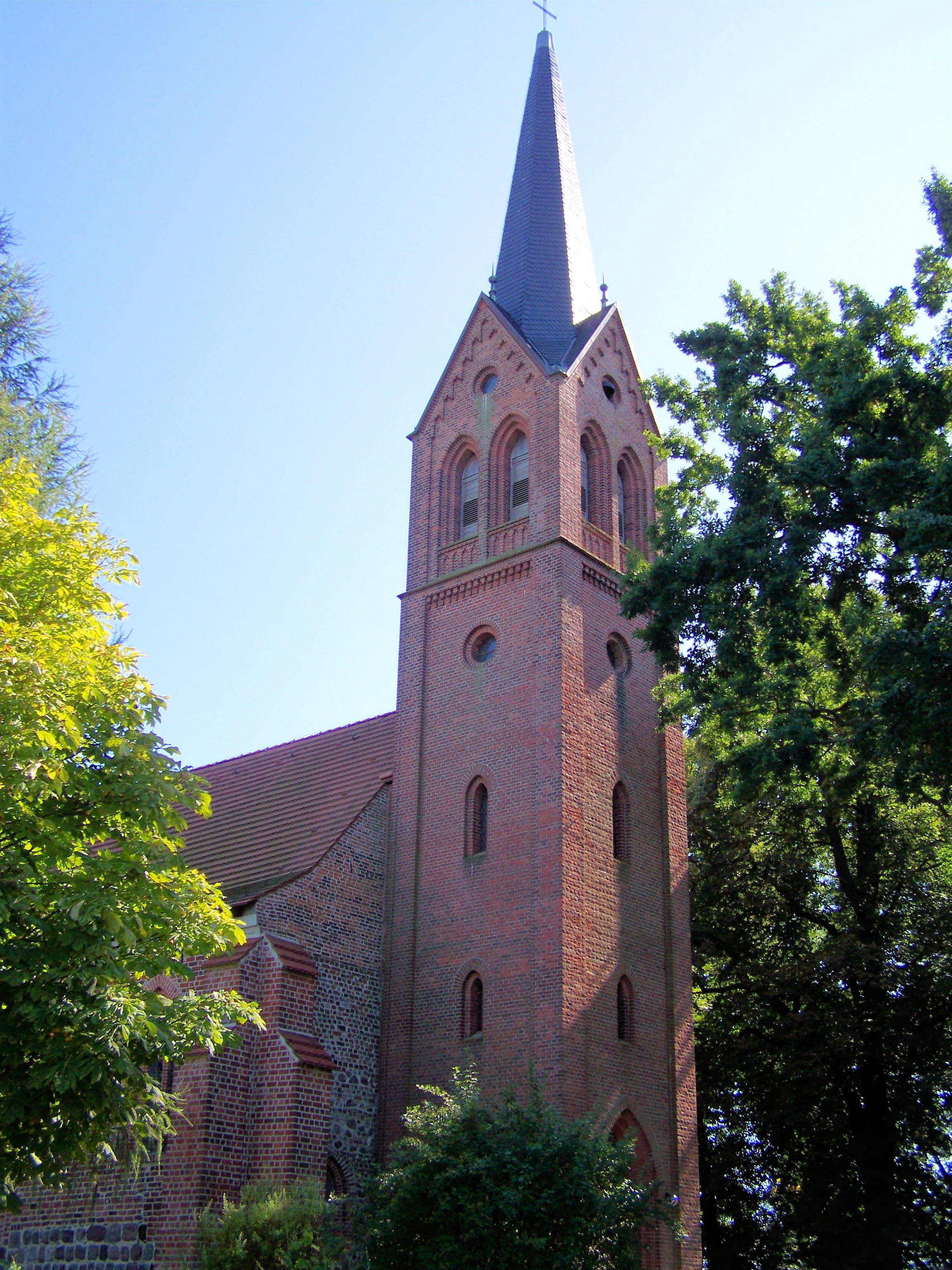
Die Kirche St. Michael in Krummin (2008)

Die St.-Michael-Kirche ist ein aus dem 13. Jahrhundert stammendes Kirchengebäude des ehemaligen Zisterzienserinnenklosters in Krummin auf der Insel Usedom.

## Geschichte
Der nordwestliche Teil der Insel Usedom umfasste früher das Land Bukow. Dort lag ein heute nicht mehr bestehender Ort gleichen Namens. Die Ansiedlung verfügte bereits 1230 über eine Kirche, welche dem heiligen Michael geweiht und durch Herzog Barnim I. und seine Mutter Miroslawa mit den Zehntabgaben der benachbarten Dörfer beschenkt worden war. In diesem Zusammenhang findet Krummin erstmals unter Crominino urkundliche Erwähnung.
Der erste Priester hieß Goswin (Gozwin), wie aus einer Bestätigung der Bischofsabgaben durch den Bischof Konrad II. vom 12. August 1230 hervorgeht. Die Kirche war auf der Insel der äußerste Vorposten des Prämonstratenserklosters Grobe.
Sie wird als Vorgängerbau der heutigen Krumminer Kirche angesehen.
Erstmals wurde von der Michaeliskirche zu Krummin in einer Urkunde von 1290 gesprochen, in der dem Ritter Johann Voss das Patronatsrecht dieser Pfarrkirche, das ihm Barnim I. verliehen hatte, bestätigt wurde. Der Ritter Johann Voss gehörte zu den engsten Beratern des Herzogs Barnim I. und förderte besonders die Klostergründungen der Zisterzienser.
Da Krummin ähnlich wie Wollin zu den kleineren Klöstern gehörte, wird auch hier die Reformation ohne besondere Vorkommnisse vonstattengegangen sein. Das Kloster wurde durch Herzog Johann Friedrich visitiert und kam an das Amt Wolgast. Auch das Archiv mit den Originalurkunden kam nach Wolgast, wie aus der Registrierung des Jungfrauenclosters Crummin anno 1562 zu entnehmen ist.
Während des Dreißigjährigen Krieges gab es im Kloster und in der Kirche Brandschäden und große Verwüstungen. Das Pfarrhaus und fast das ganze Dorf waren niedergebrannt. Es wurde berichtet, dass die Kaiserlichen hier, wie überall in Pommern, auf so unerhörte Weise hausten, dass Kanzel und Altar, Bänke und Emporen herausgehauen und verbrannt wurden, die Kirche aber selbst dachlos dastand, mit einem hölzernen Turm daneben, in dem die Feinde von drei Glocken nur eine übrig gelassen hatten. Die Kirche wurde nach Ende des Dreißigjährigen Krieges mit Steinen des alten Klosters repariert und blieb über eine Zeit von 200 Jahren turmlos.
1662 setzte Christine von Schweden den Subdiakon von Wolgast, Bernhard Alberti, als Pfarrer für Krummin ein. Nach der Chronik waren ab 1657 die Grafen von Wrangel Gutsherren und Kirchenpatrone, wobei rechtlich das Patronat der Krumminer Kirche immer landesherrlich geblieben war, aber die Gutsbesitzer als Patron im Kirchenbuch geführt worden sind. Bis 1720 gehörte Krummin zu Schwedisch-Pommern und das Kirchspiel zur Synode Wolgast. Mit dem Stockholmer Frieden blieb Wolgast schwedisch, die Insel Usedom aber wurde preußisch und Krummin kam in Generalverpachtung des Amtes Pudagla und zur Synode Usedom.

## Baugeschichte

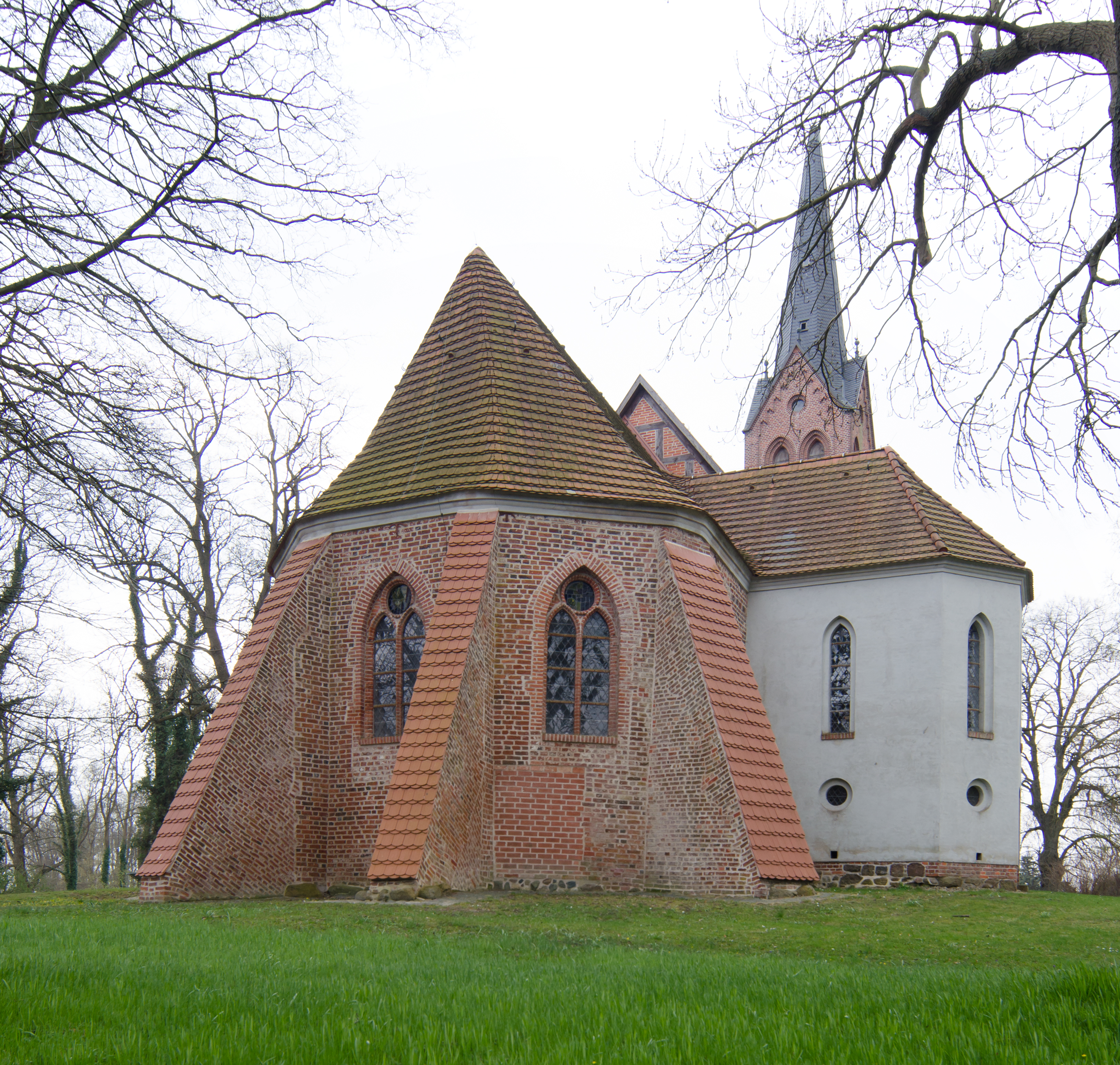
Chor mit nördlichem Anbau und schrägen Strebepfeilern

Der Bau der heutigen Kirche in Feldsteinen und Ziegeln ist die ehemalige Klosterkirche des um 1302 gegründeten Zisterzienserinnenklosters Krummin und das einzige erhaltene klösterliche Gebäude auf der Insel Usedom. Auf einem Unterbau aus behauenen Feldsteinen wurde um 1260 bis 1270 ein Ziegelbau errichtet, wobei der Backstein nur die äußere Schale bildet. Der Kern der Wände besteht aus Feldsteinen. Da es in Krummin keine eigene Ziegelei gab, kamen die tiefrot gefärbten Backsteine von der Rykmündung und Eldena. Da die Klosterbauten der Zisterzienser von wandernden Handwerkern des Ordens errichtet wurden, die großen Einfluss auch auf die norddeutschen Kirchenbauten hatten, gab es an der Krumminer Kirche vorerst nur einen geraden Ostschluss.
Zum Beginn des 15. Jahrhunderts war die Kirche baufällig geworden und bedurfte dringend der teilweisen Erneuerung. In einem um 1440 datierten Brief des Herzogs Barnim VII. wurden alle Gläubigen zu Spenden für den Kirchenbau und für Messgeräte aufgerufen. Die baulichen Veränderungen waren danach erheblich. Der Polygonalchor wurde bei diesem Vorhaben im spätgotischen Stil angefügt und wird von vier kräftigen Strebepfeilern gestützt. Am Außenanbau des Langhauses sind oberhalb der heutigen Fensteröffnungen die Spitzbögen von älteren Öffnungen zu erkennen.
Zu Klosterzeiten waren immer wieder Instandsetzungsarbeiten notwendig, so auch nach dem großen Brand von 1529. Nach der Reformation wurde 1563 St. Michael wieder Pfarrkirche. Da bei den Zisterziensern die Kirchen turmlos waren, erhielt die Krumminer Kirche vermutlich westseitig einen hölzernen Turm, der schon bei Beginn des Dreißigjährigen Krieges einstürzte. Die Kirche dürfte sich auch in dem kommenden Jahrhundert in einem elenden Zustand befunden haben. Über dem Langhaus soll um 1734 und über dem Chor vermutlich um 1780 ein neues Dachwerk gezimmert worden sein. 1734 wurde der Chor aus Sorge um seine Standfestigkeit auf dem nach Osten abschüssigen und durch Gräber aufgelockerten Friedhofsgrund durch abgeschrägte Strebpfeiler gesichert. 1780 wurde der Chor dann mit den heutigen, weit ausgreifenden Pfeilern umstellt.
1846 ist auch Krummin ein königlich-preußisches Rittergut und Heinrich von Corswandt wurde mit dem Patronat der eigentlich königlichen Patronatskirche betraut. Die Großzügigkeit und Modernität, mit der Corswandt die Gutsbauten erneuern ließ, kamen auch der Restaurierung der Kirche zugute. Der Preußenkönig Friedrich Wilhelm IV., durch die Bautätigkeit Heinrich von Corswandt in Krummin aufmerksam geworden, lieferte als Kirchenpatron von 1855 bis 1857 die Entwürfe für die bauliche Restaurierung, für den Neubau des Westturms und den Anbau von Sakristei und Patronatskapelle. Die durch Friedrich Wilhelm IV. eigenhändig angefertigten Originalzeichnungen sind nicht mehr auffindbar, angeblich wurden sie mit einer Urkunde in der Kugel des Kirchturmes deponiert. Doch nach Abnahme der im Zweiten Weltkrieg zerschossenen alten Turmkugel waren darin keine Schriftstücke enthalten.
Die Baumaßnahmen begannen 1855 noch unter Pastor Heinrich Zietlow mit der Erneuerung der neugotischen Chorfenster und Sternmuster in der Bleiverglasung. Unter Pastor Johann Heinrich Gadow folgten 1856 die beiden neuen Anbauten. Diese wirkten von außen wie ein Querschiff mit dreifach gebrochenen Apsiden. Der Nordflügel war die Begräbniskapelle der Corswandts mit separatem Eingang und Zugang zur Patronatsloge im ersten Stock. Im Mittelfeld des Balkons der Patronatsloge hängt das Wappen der Corswandts. Der Südflügel bildete die Sakristei mit eigenem Zugang für die Geistlichen und mit einer Loge für die Pastorenfamilien, die heute nicht mehr begehbar ist.
Danach folgte von 1856 bis 1857 die Ausführung des zweigeschossigen neugotischen Westturmes, 1858 dann die Sicherung der Südwestecken durch die heutigen Strebepfeiler und die Aufmauerung der Strebepfeiler der Nordseite.
In den Jahren von 1859 bis 1862 erfolgte der innere Neuausbau der Kirche, den der Krumminer Gutsbesitzer von Corswandt förderte und zu dem der Preußenkönig Ausstattungsgegenstände stiftete. Beim Innenausbau fielen die Seitenemporen weg und die Westempore mit dem Orgelchor wurden vergrößert.
Nach dem Zweiten Weltkrieg war es ruhig um die Kirche geworden. 1960 ließ der Bürgermeister die Friedhofsmauer abbrechen und die Feldsteine zum Ausbau des Rostocker Hafens abfahren. Eine erste innere Renovierung erfolgte 1978 zur 750-Jahr-Feier der Kirche. 1979 erfolgten der innere Neuverputz und eine Reparatur des Turmhelmes. Militärische Tiefflugübungen und Überschallflüge vom nahen Flugplatz Peenemünde bewirkten bis 1990 auch hier Schäden an der Bausubstanz.
Erst nach der Wende konnte von 1992 bis 1993 eine Totalsanierung des schadhaften Kirchengebäudes durchgeführt werden. Neben einer Schwammsanierung im Dach, der Beseitigung von Feuchteschäden an den Außenwänden und einer Neuverputzung des Langhauses kam es auch zur Neugestaltung des Chorbereiches mit neuem Altar und farbig gefassten Rundfenstern.
Die Kirche wurde auch nach der jüngsten Renovierung im Innenraum nach den zisterziensischen Grundgedanken, dem Verzicht auf Prunk und übermäßigen Schmuck, bewusst schlicht gehalten.

## Baubeschreibung
Die ehemalige Klosterkirche steht auf einer Anhöhe am Rande der kleinen Ortschaft in reizvoller Lage an der Krumminer Wiek.

### Das Äußere
Der dreijochige Saalbau über einem kreuzförmigen Grundriss mit einem leicht eingezogenem, polygonal geschlossenen Chor bekam erst im 19. Jahrhundert den ziegelsichtigen schlanken Westturm. Der zweigeschossige Turm mit seiner schlichten Dekoration und dem spitzbogigen Portal als oberer Abschluss nimmt zusammen mit der dahinterliegenden Langhauswand, welche von abgetreppten Strebepfeilern betont wird, die Funktion einer Eingangsfassade ein. Der schiefergedeckte Helm trägt ein vergoldetes Kreuz und erhebt sich über den vier Schildgiebeln mit geschmückten Kugeln sowie abgetreppten spitzbogigen Schallluken mit Brüstungsfeldern und Ecklisenen.
Die Längswände des Langhauses werden durch zweibahnige Spitzbogenfenster mit Rautenglas und Strebepfeiler gegliedert. An der Nordwand befinden sich heute noch drei zugemauerte Pforten aus Klosterzeiten. Die westlich gelegene kleine Rundbogenpforte war der Laieneingang für Frauen. Bei den beiden anderen östlich gelegenen handelt es sich um die Priesterpforte und die Nonnenpforte.
Der dreiseitig gebrochene Chor ist im Osten niedriger als das Langhaus und wird von Strebepfeilern umstellt. Der Chor wirkt am Außenbau verhältnismäßig klein, was durch die später angefügten Anbauten im Norden und Süden bewirkt wird. Diese treten mit drei Seiten hervor und sind mit spitzbogigen zweibahnigen Fenstern mit Scheitelkreis und Rutenglas und einem Zugang versehen.
Am Außenbau lassen sich die verschiedenen Bauphasen gut nachvollziehen. Zu den ältesten Teilen gehört das Langhaus mit den vereinzelten Feldsteinquadern in den unteren Schichten, die Reste des Ursprungsbaus sein dürften. Der 1857 im Auftrag durch König Friedrich Wilhelm IV. errichtete Turm steht mit seinen regelmäßig gemauerten Ziegelsteinen im Kontrast zu der mittelalterlichen Mauerung des übrigen Gebäudes und erweist sich als späterer Bauteil. Ebenso verhält es sich mit den seitlichen Anbauten, die unorganisch an den Chor angefügt sind und durch ihre verputzen Mauern besonders hervorstechen.

### Das Innere

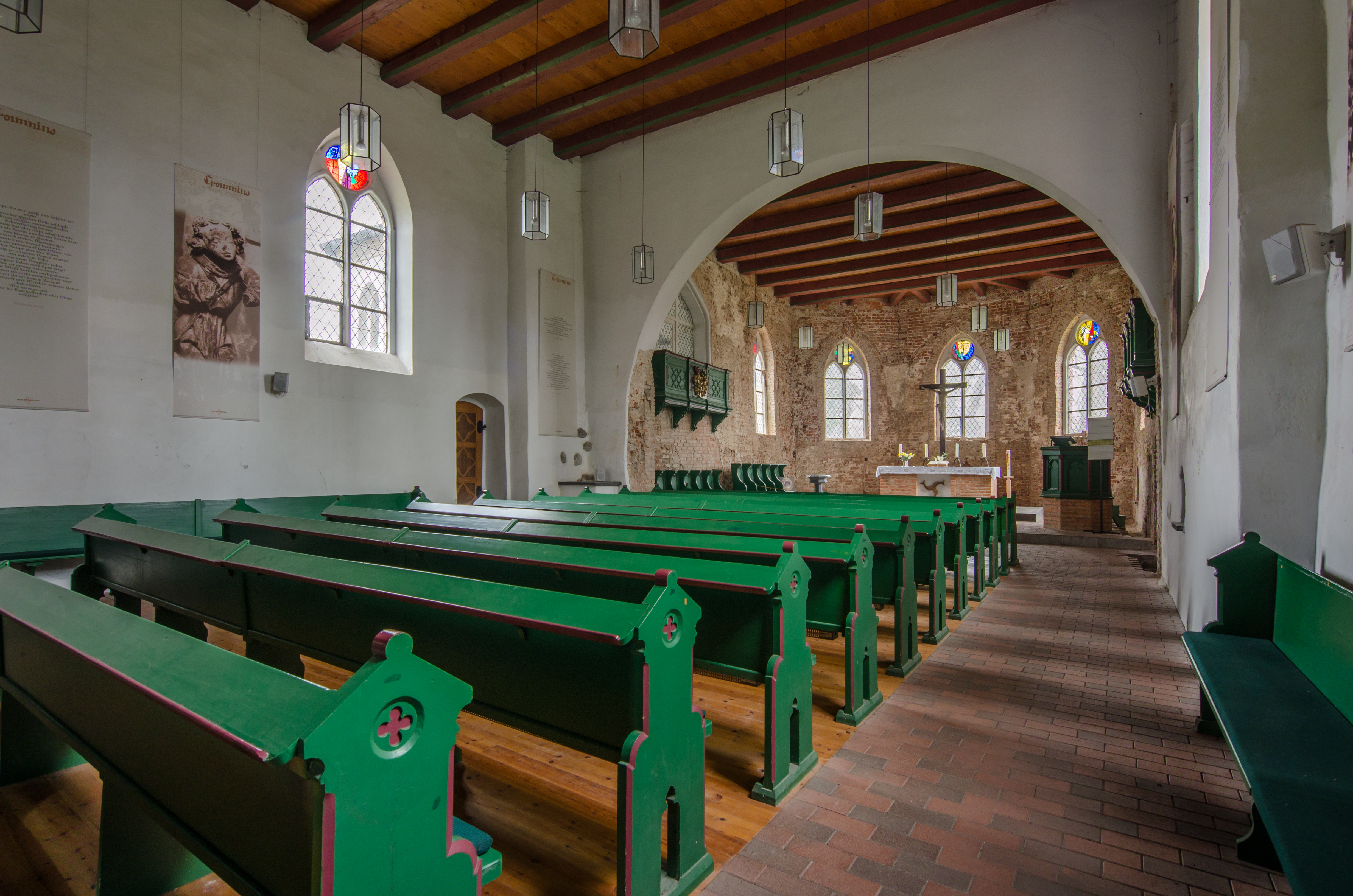
Innenraum mit Blick zum Chor

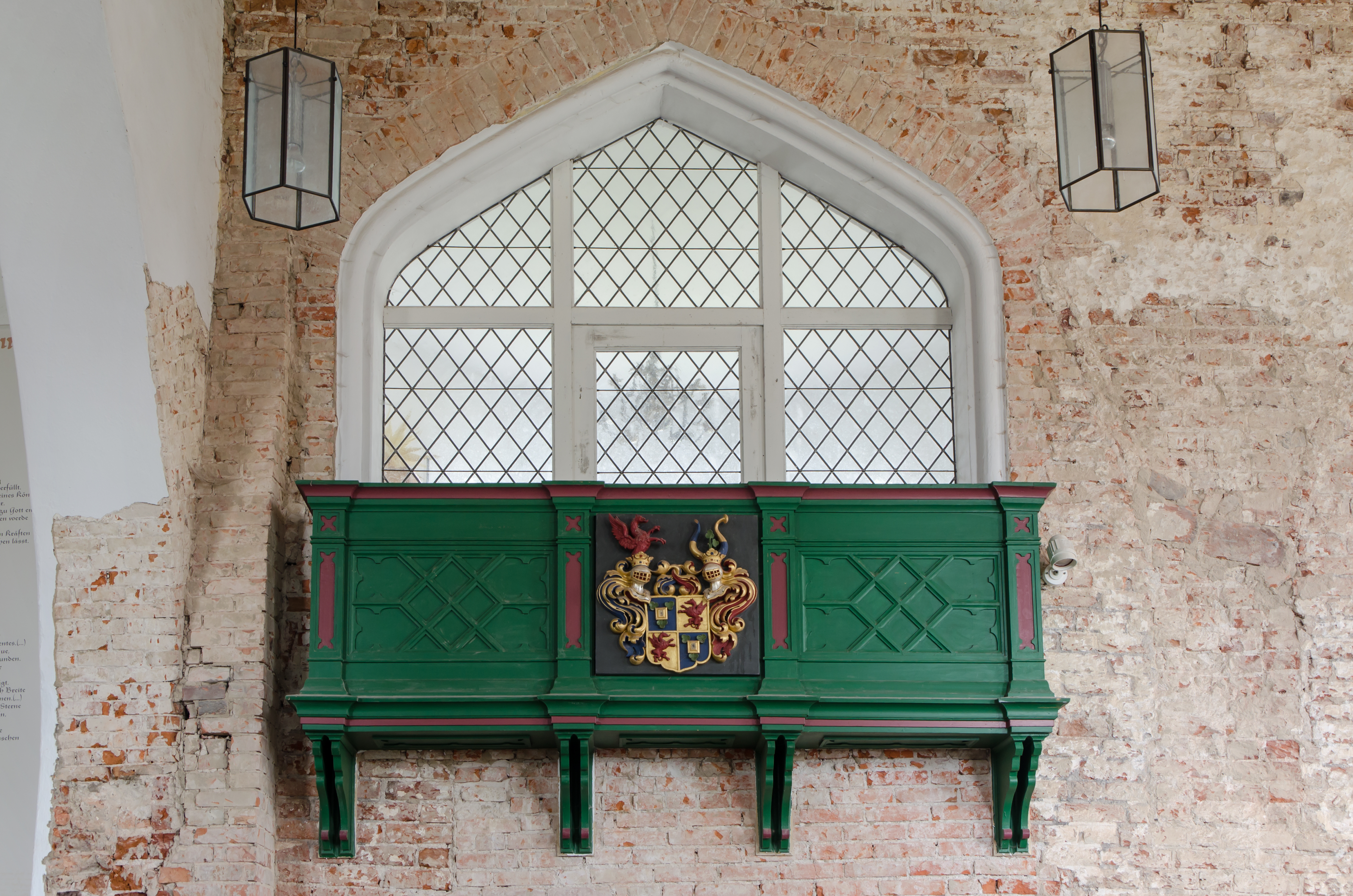
Patronatsloge der Familie von Corswandt

Durch einen kleinen kreuzgratgewölbten Vorraum des Turmes betritt man die Kirche unter der Orgelempore. Der verputzte Innenraum zeigt sich als breiter Saalbau mit einer flachen im Rotton gehaltenen Holzbalkendecke. Die Seitenemporen wurden schon während der Erneuerung 1859 entfernt. Ein großer Bogen in der Ostwand trennt das Langhaus vom Chor. Dieser ist ebenfalls mit einer flachen Holzbalkendecke versehen, der Putz an den Wänden wurde aber entfernt. Die fünf zweiteiligen Spitzbogenfenster lassen den Chor heller erscheinen, die mittleren drei Rundfelder sind mit Bildmotiven versehen. Die mittig angeordneten, im kräftigen Grünton gestrichenen Stuhlreihen sollen den Blick zum schlichten Altar mit dem Kruzifix am Holzkreuz im Chor deuten.
Während der Umwandlung zur Patronatskirche wurde die Kirche in den Jahren 1856 bis 1859 vollständig neu eingerichtet. Dazu zählen auch die Ausstattung im Chor, das Gestühl im Langhaus und die westliche Orgelempore. Die beiden Logen an der Nord- und Südwand des Chores mit ihren im Grünton gehaltenen Brüstungen waren den Patronen und Geistlichen vorbehalten. An der nördlichen Loge hängt das Wappen derer von Corswandt.

### Ausstattung
Die Krumminer Kirche muss ursprünglich reich mit religiösen Kunstwerken ausgestaltet gewesen sein. Neben einem Altar des heiligen Michael als Schutzpatron der Kirche gab es wohl verschiedene Marienaltäre, denn die Jungfrau Maria war die Schutzpatronin des Zisterzienserordens. In Quellen werden Kelche, Messgewänder und andere Kleinodien erwähnt.
Teile der ehemaligen Ausstattung sind ausgelagert. So befindet sich der spätmittelalterliche Marienaltar im Stettiner Nationalmuseum und ein Kelch im Pommerschen Landesmuseum in Greifswald. Erhalten ist ein Altar, über diesem befindet sich ein Kruzifix, welches um 1500 von einem Stralsunder Meister gefertigt wurde. Die Orgel wurde 1863 von Barnim Grüneberg gebaut. Die Chorfenster wurden 1993 von Hermann Lindner entworfen.

#### Altar

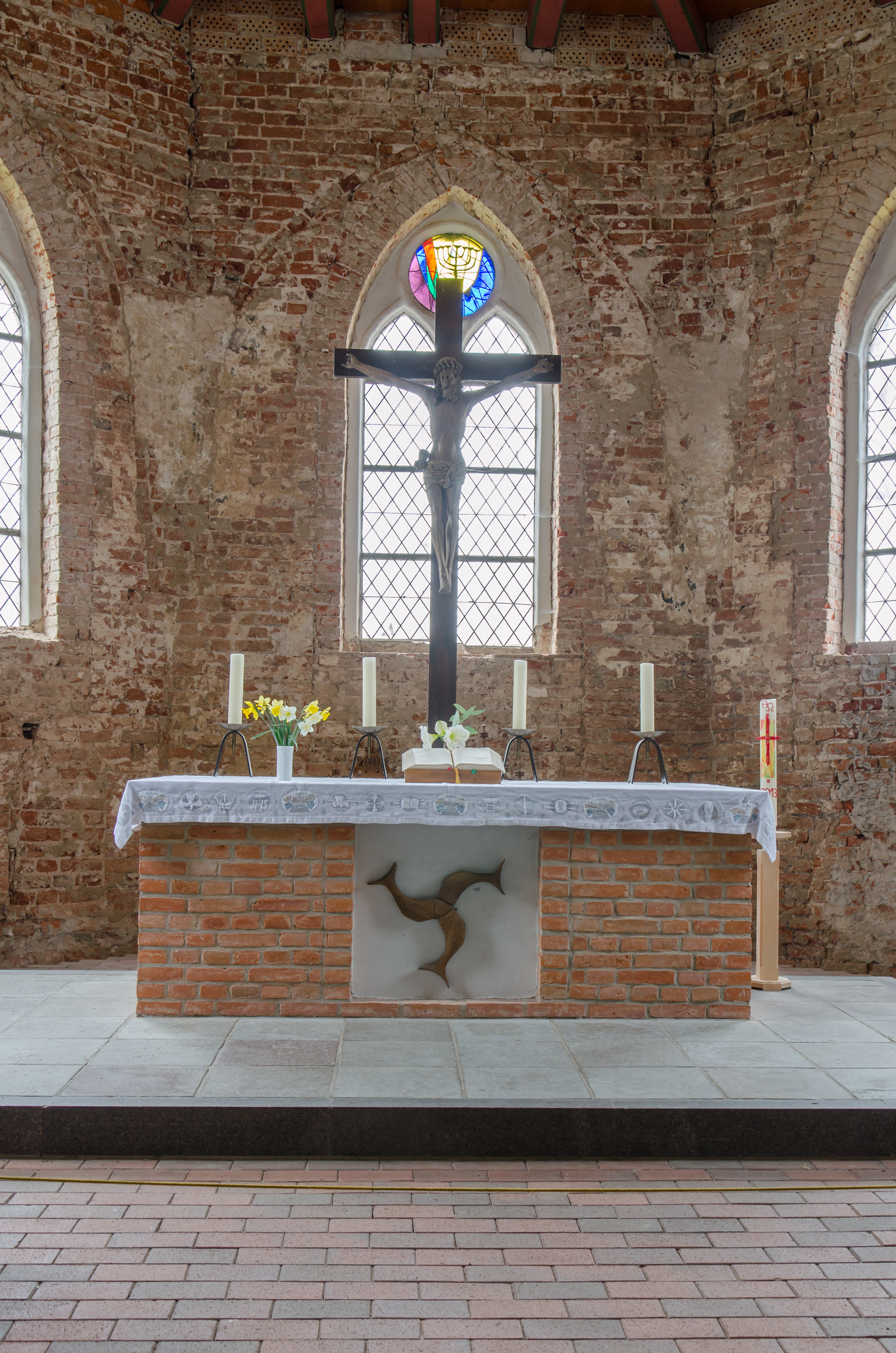
Chorraum mit Altar und Kruzifix

Der Altar besteht aus einer einfachen rechteckigen Mensa. Er wurde 1993 eingefügt und gehört somit zu den jüngsten Ausstattungsstücken der Kirche. Trotz seiner Schlichtheit ist der Bezug zum Bauwerk auf besondere Weise hergestellt worden. Die für den Altar verwendeten Backsteine stammen vom Kirchenfußboden, die bereits im Mittelalter dort verlegt wurden. Mittig auf der Vorderseite des Altars ist mit dem geschnitzten Fisch-Dreipass ein mehrfach zu deutendes Symbol angebracht. Die Schnitzerei hatte Pfarrer Alexander Neumann aus Bansin 1993 gefertigt und stellt ein Symbol der Dreifaltigkeit dar, welche die Einheit von Gott, Christus und Heiligem Geist beinhaltet. Die Mensa wird von einem großen weißen Altartuch bedeckt, welches 1986 eine Magdeburger Urlauberin angefertigt und der Krumminer Kirche geschenkt hat. In den Saum des Altartuches sind in aufwendiger Weißstickerei 24 altkirchliche Symbole eingearbeitet worden.

#### Kruzifix
Über dem Altar ragt seit 1979 ein Kruzifix aus Eichenholz auf, das ursprünglich farbig gefasst war. Es zählt zu den ältesten Ausstattungsstücken der Krumminer Kirche und war ehemals Bestandteil eines großen Altarschreins. Bei der inneren Umgestaltung 1856 bis 1857 wurde der Marienaltar entfernt. Christus am Kreuz war im Schrein die zentrale Figur, heute bildet er die Dominanz des ganzen Chorraumes. Bei diesem Schnitzwerk handelt es sich um eine sehr qualitätsvolle Arbeit, die in den Stralsunder Schnitzwerkstätten um 1500 angefertigt wurde. Auch die stilistischen Merkmale, wie Ausdruck, Körperbehandlung und Gestaltung lassen diese Datierung zu. Die offene Wunde und die Dornenkrone sind erkennbar und das Lendentuch zu sehen.
Somit steht das Kruzifix als einziges Zeugnis der Bildkunst des Mittelalters heute im Chor an der Stelle des ehemaligen Hochaltars.

#### Krumminer Kelch
Im Kirchenschatz der Krumminer Kirche befindet sich ein sehr reich verzierter, wohl um 1500 gefertigter Kelch. Dieser befindet sich heute als Leihgabe in der ständigen Ausstellung des Pommerschen Landesmuseums in Greifswald. Das außerordentlich prunkvoll gearbeitete und vergoldete Stück ist aus dem Bestand des ehemaligen Klosters erhalten geblieben und vermittelt einen Eindruck vom damaligen Reichtum des Klosters.
Der untere Teil der Kuppa ist mit Rankenwerk und kleinen Vögeln belegt, darunter sind Ornamente in Filigran angebracht. Der sechseckige Schaft wird von einem Knauf aus durchschlungenen Ranken und Distelwerk mit eingelegten Schmucksteinen umfasst. Der sechspassförmig auslaufende Kelchfuß ist in den einzelnen Feldern mit Filigranarbeit geziert und am unteren Rand mit plastischer Pflanzenornamentik versehen. Der am Schaft in spätgotischen Majuskeln angebrachte Schriftzug EMPERM MOPSAS konnte bis heute nicht gedeutet werden.

#### Kanzel
Rechts vom Altar wurde der im Grünton gehaltene achteckige Kanzelkorb ohne Kanzelfuß und ohne Schalldeckel auf einen achteckigen Mauersockel aufgestellt. Nicht mehr vorhanden sind in den Korbfeldern die vier als Stuckfiguren modellierten Evangelisten Matthäus, Markus, Lukas und Johannes von 1857.

#### Taufstein
Den Taufstein aus grauem Marmor in Gestalt einer achtfach gebrochenen Säule stiftete 1869 Marie von Corswandt. Die Taufschale von 1993 ist ein Geschenk der Partnerkirchengemeinden Todesfelde und Leezen im Kirchenkreis Segeberg.

#### Orgel
Während des neuen Innenausbaus hatte man 1857 auch die Westempore als Orgelempore vergrößert und ansteigend angelegt. Die alte Orgel war nun zu klein und wurde an die Kirchgemeinde Stolpe bei Usedom verkauft. 1865 wurde eine neue Orgel (einmanualig, sieben Register) von der Stettiner Firma Barnim Grüneberg eingebaut. Die Ausführung lässt jedoch vermuten, dass es sich um eine Buchholz-Orgel handelt, die erst nachträglich von Grüneberg überholt wurde. Der dreiseitige Orgelprospekt hat einen gotischen Aufbau mit entsprechenden Zierformen. Sie ist einmanualig und verfügt über neun Register.
Im Ersten Weltkrieg wurden auch aus der Krumminer Kirche die Orgelpfeifen eingeschmolzen. 1923 ließ Pastor Karl Christoph Alexander Böttiger durch die Firma Grüneberg aus Stettin-Finkenwalde die Orgel wiederherstellen.
1993 konnte dann durch die Orgelbau- und Restaurierungswerkstatt Rainer Wolter die Orgel gründlich renoviert und mit neuen Zinnpfeifen versehen werden.

#### Glocken
Im Glockenstuhl ist eine Glocke mit der Jahreszahl 1837 und dem Namen des damaligen Pastors Johann Wilhelm Meinhold versehen. Die Inschrift lautet: Aus den Beiträgen Verschiedener besorgte den Umguss Joh. Wilh. Meinhold, Pastor, gegossen von Simon Zach in Stralsund 1837. Eine im Ersten Weltkrieg eingeschmolzene Glocke soll 1924 in einer Apoldaer Glockengießerei neu in Bronze gegossen worden sein.

#### Glasfenster
Die spitzbogigen Fenster im Langhaus und im Chor bestehen aus zwei Bahnen und einem Rundfenster im Scheitel. 1993 wurden die ursprünglich mit neugotischem Sternmuster verglasten Fenster im oberen Bereich durch buntfarbige Scheiben ausgewechselt. Die Entwürfe stammen von dem Stralsunder Künstler Hermann Lindner und wurden von Bengd Puttnies ausgeführt.
Die Bilderfolge ist in drei Gruppen aufgeteilt, in die an der Nord- und Südseite der Kirche und auf den Chorschluss. Das ikonographische Programm umfasst die drei Bereiche Wasser, Land und Sakrales. Die Fenster der zum Achterwasser, dem Krumminer Wiek, liegenden Südwand der Kirche nehmen mit der Taube, dem Boot und dem Fischzug auf das Wasser Bezug. An der dem Land zugewandten Nordseite sind in den Rundfenstern ein Hahn, das Korn und die Rebe dargestellt. Die drei mittleren Chorfenster beinhalten eine Symbolik, die sich entsprechend ihrer Bedeutung und ihrer besonderen Sichtbarkeit während des Gottesdienstes auf die zentralen Botschaften der christlichen Religion beziehen. Im Mittelfenster ist ein siebenarmiger Leuchter zu sehen, links im Rundbild sind Brot und Wein als Zeichen des Abendmahls und rechts der Erzengel Michael, dem die Krumminer Kirche geweiht wurde, zu sehen.

## Gemeinde
Die evangelische Kirchengemeinde Krummin-Karlshagen-Zinnowitz gehört seit 2012 zur Propstei Pasewalk im Pommerschen Evangelischen Kirchenkreis der Evangelisch-Lutherischen Kirche in Norddeutschland. Vorher gehörte sie zum Kirchenkreis Greifswald der Pommerschen Evangelischen Kirche.

## Pastoren

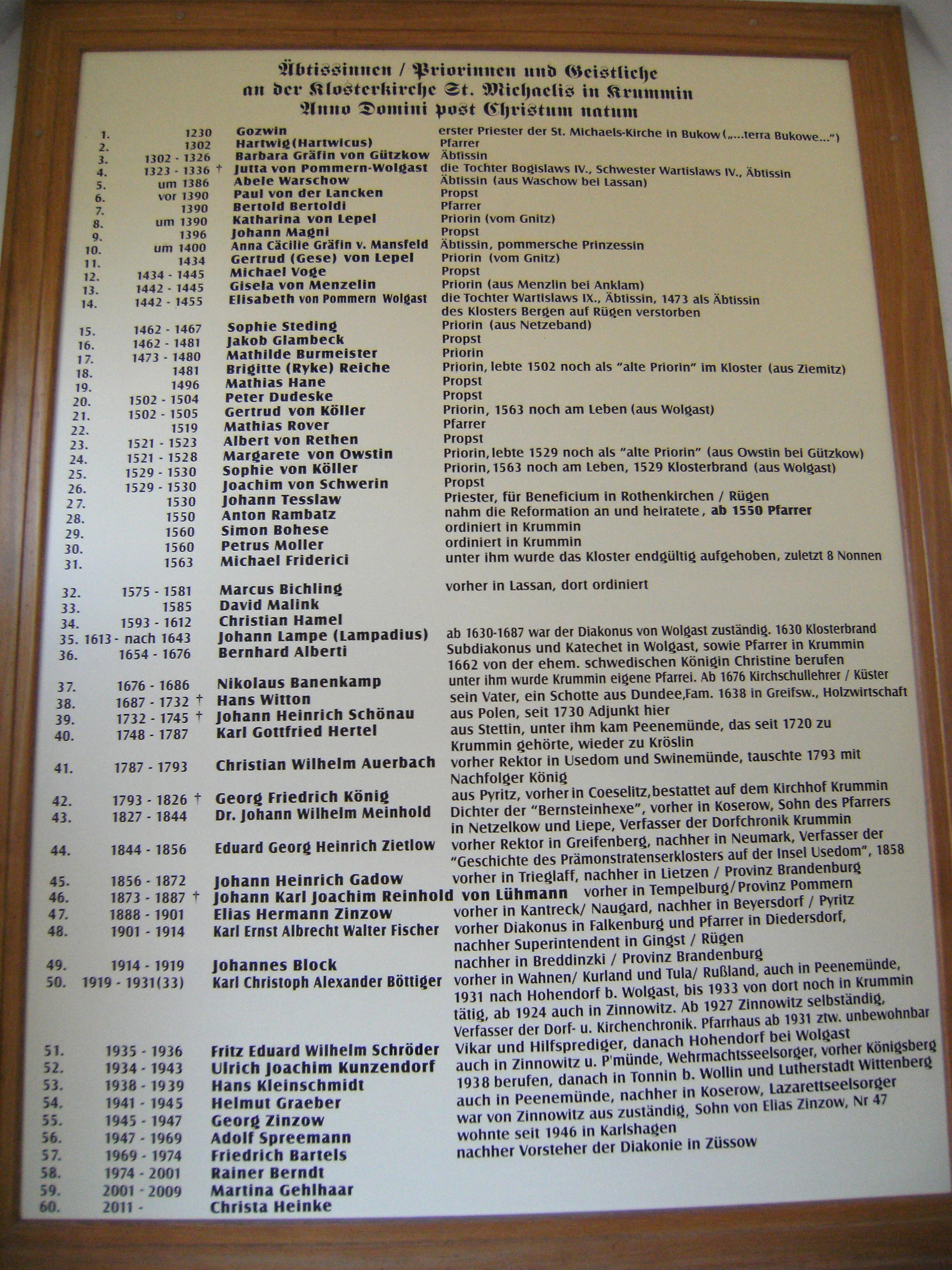
Äbtissinnen und Pastoren des Klosters/Klosterkirche Krummin

Namen und Jahreszahlen bezeichnen die nachweisbare Erwähnung als Pfarrer an der evangelischen Michaeliskirche vor Gründung des Klosters.
- 1230–0000 Pfarrer Gozwin[24]
- 1302–0000 Pfarrer Hartwig[25]
- 1550–0000 Pfarrer Anton Rambatz, nahm die Reformation an und heiratete[26]
- 1563–0000 Pfarrer Michael Friderici[27]

Namen und Jahreszahlen bezeichnen die nachweisbare Erwähnung als Pastor an der evangelischen Michaeliskirche.
- 1575–1581 Marcus Bichling
- 1585–0000 David Malink
- 1593–1612 Christian Hamel
- 1613–1643 Johann Lampe (Lampadius)
- 1654–1676 Bernhard Alberti, 1662 von der schwedischen Königin Christine eingesetzt
- 1676–1686 Nikolaus Banenkamp
- 1687–1732 Hand Witton
- 1732–1745 Johann Heinrich Schönau
- 1748–1787 Karl Gottfried Hertel
- 1787–1793 Christian Wilhelm Auerbach, vorher Rektor in Usedom.
- 1793–1826 Georg Friedrich König
- 1827–1844 Dr. Wilhelm Meinhold, schrieb in Krummin Maria Schwedler, die Bernsteinhexe
- 1844–1856 Eduard Georg Heinrich Zietlow, vorher Rektor in Grafenberg
- 1856–1872 Johann Heinrich Gadow
- 1873–1887 Johann Karl Joachim Reinhold von Lühmann
- 1888–1901 Elias Hermann Zinzow
- 1901–1914 Karl Ernst Albrecht Walter Fischer
- 1914–1919 Johannes Block
- 1919–1933 Karl Christoph Alexander Böttiger
- 1933–1938 Fritz Schröder
- 1939–1940 Hans Kleinschmidt
- 1941- 0000 Ulrich J. Kunzendorf
- 1941–1945 Helmut Graeber
- 1945–1947 Georg Zinzow, Pfarrer von Zinnowitz
- 1947–1969 Adolf Spreemann, vorher Stettin.
- 1969–1974 Friedrich Bartels
- 1974–2001 Rainer Berndt
- 2001–2009 Martina Gehlhaar
- 2011–2022 Christa Heinke[29]
- Seit 2022 Tabea Bartels

### Gedruckte Quellen
- Pommersches Urkundenbuch

### Ungedruckte Quellen
- Originalurkunden des Krumminer Klosters, 1302–1563. (Krumminer Urkunden)